# 香港新聞工作者聯會
香港新聞工作者聯會（英文：Hong Kong Federation of Journalists），成立於1996年。，會員來自香港20多個傳媒機構，現任主席是前香港文匯報社長張國良。

## 理事會
- 榮譽主席：查良鏞、饒宗頤
- 名譽會長：胡應湘、李家傑、馮國經、羅康瑞、朱樹豪、蘇樹豪、林樹哲
- 主席：張國良
- 副主席：葉啟榮、周慶、張圭陽、劉大慶
- 理事：陳衛中、鄒漢儒、劉瀾昌、潘紅星、潘耀明、郭一鳴、林文、許平、張志剛、劉銳紹、梁天偉、黃煜、楊金權、李孝淳
- 秘書長：劉偉忠
- 副秘書長：魯薇、文灼非、曹虹、焦惠標
- 司庫：焦惠標（兼任）

- 增補理事：魏繼光、姜在忠、顧堯坤[2]

## 外部連結
- 官方网站